# Euphrasia monroi
Euphrasia monroi är en snyltrotsväxtart som beskrevs av Joseph Dalton Hooker. Euphrasia monroi ingår i släktet ögontröster, och familjen snyltrotsväxter. Inga underarter finns listade i Catalogue of Life.